# Jim Webb (sonoplasta)
Jim Webb é um sonoplasta estadunidense. Venceu o Oscar de melhor mixagem de som na edição de 1977 por All the President's Men, ao lado de Arthur Piantadosi, Les Fresholtz e Dick Alexander.